# Čaradice
Čaradice (maďarsky Csárad, německy Tharaditz, do roku 1927 Čaradce) jsou obec na Slovensku v okrese Zlaté Moravce.

## Poloha a přírodní podmínky
Obec Čaradice se nachází na rozhraní Podunajské pahorkatiny a Západních Karpat. V její blízkosti leží pohoří Pohronský Inovec a protéká řeka Hron. Mezi Čaradicemi a sousedními Tekovskými Nemcemi je na levostranném přítoku Hronu přehradní nádrž. Nadmořská výška samotné obce je 270 metrů, katastr leží mezi 200 a 900 metry.

## Historie
První písemná zmínka pochází z roku 1209 jako Charat, později doložené názvy jsou Chorad (1326), Cšaradicze (1773), Čaradce (1920), Čaradice (1927), maď. Csarád. Obec patřila opatství v Hronském Beňadiku, v roce 1326 zemanům z Čaradic, v roce 1386 panství Jelenec a od konce 17. století panství Zlaté Moravce. Obyvatelé se živili převážně zemědělstvím, vinařstvím a lesním hospodářstvím. Zemědělský ráz si obec zachovala dodnes. Počet původních obyvatel mírně klesá, mnohé domy se stávají víkendovými chalupami pro obyvatele větších měst.

## Pamětihodnosti
- římskokatolický kostel Panny Marie Pomocnice křesťanů z roku 1949
- kaple Panny Marie Sedmibolestné z roku 1923
- Trojiční sloup - klasicistní ze začátku 19. století